# Fukuoka-Kitakjúšú

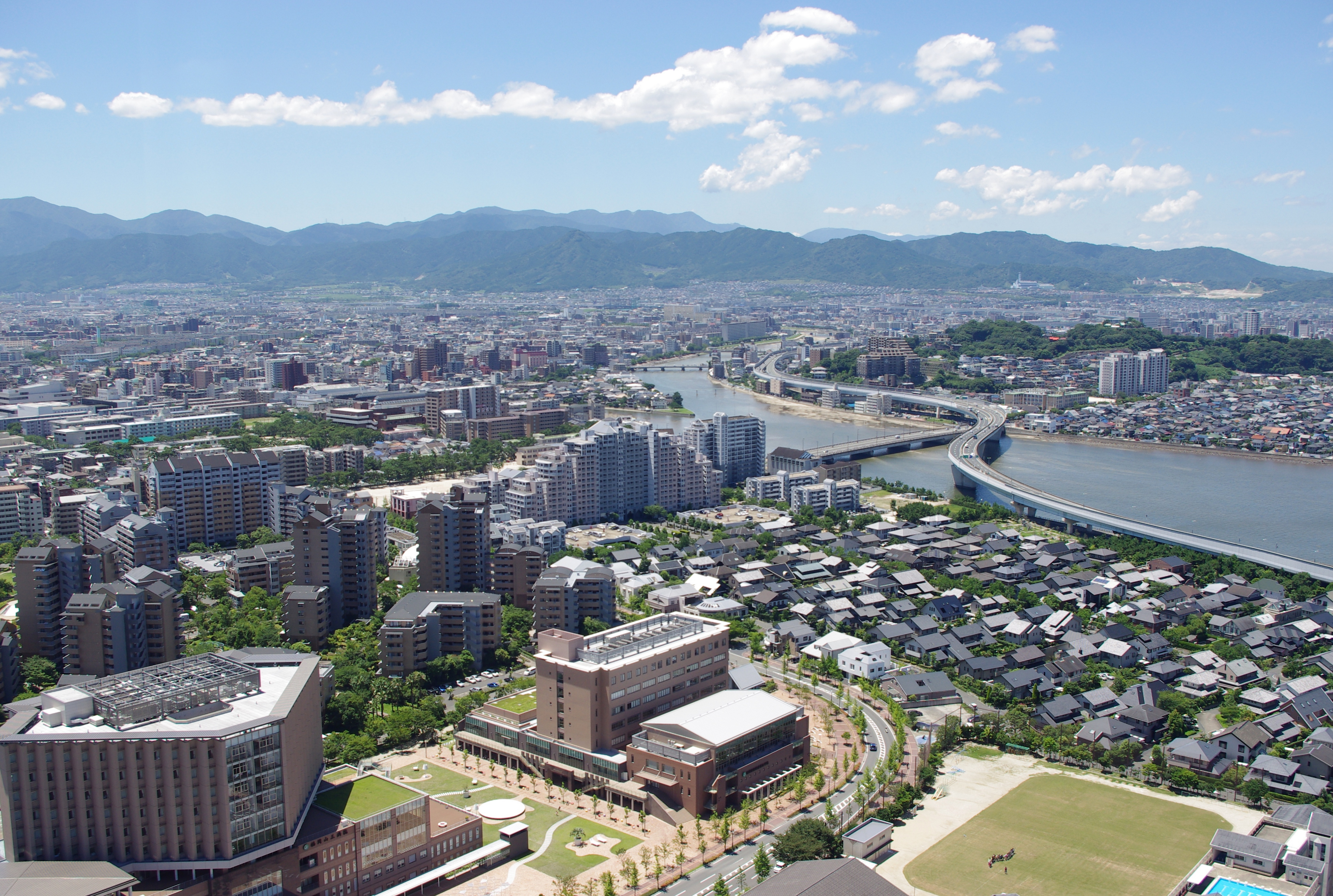
Oblast Fukuoka při pohledu z Fuokoka Tower

Fukuoka-Kitakjúšú je metropolitní oblast v Japonsku na ostrově Kjúšú v prefektuře Fukuoka. Tvoří ji města Fukuoka a Kitakjúšú, které se obyčejně odkazují samostatně. Město Saga funguje jako předměstí Fukuoka. Ve skutečnosti jsou zde tři metropolitní regiony, konkrétně Fukuoka-Kurume-Saga (2,7 milionu), oblast Iizuka, což jsou předměstí Fukuoka a Kitakjúšú (700 tisíc) a Kitakjúšú-Simonoseki (Kanmon), kde žije okolo 1,6 milionu obyvatel.